# Ekesjön (Herrljunga socken, Västergötland)
Ekesjön är en sjö i Herrljunga kommun i Västergötland och ingår i Göta älvs huvudavrinningsområde.

## Galleri

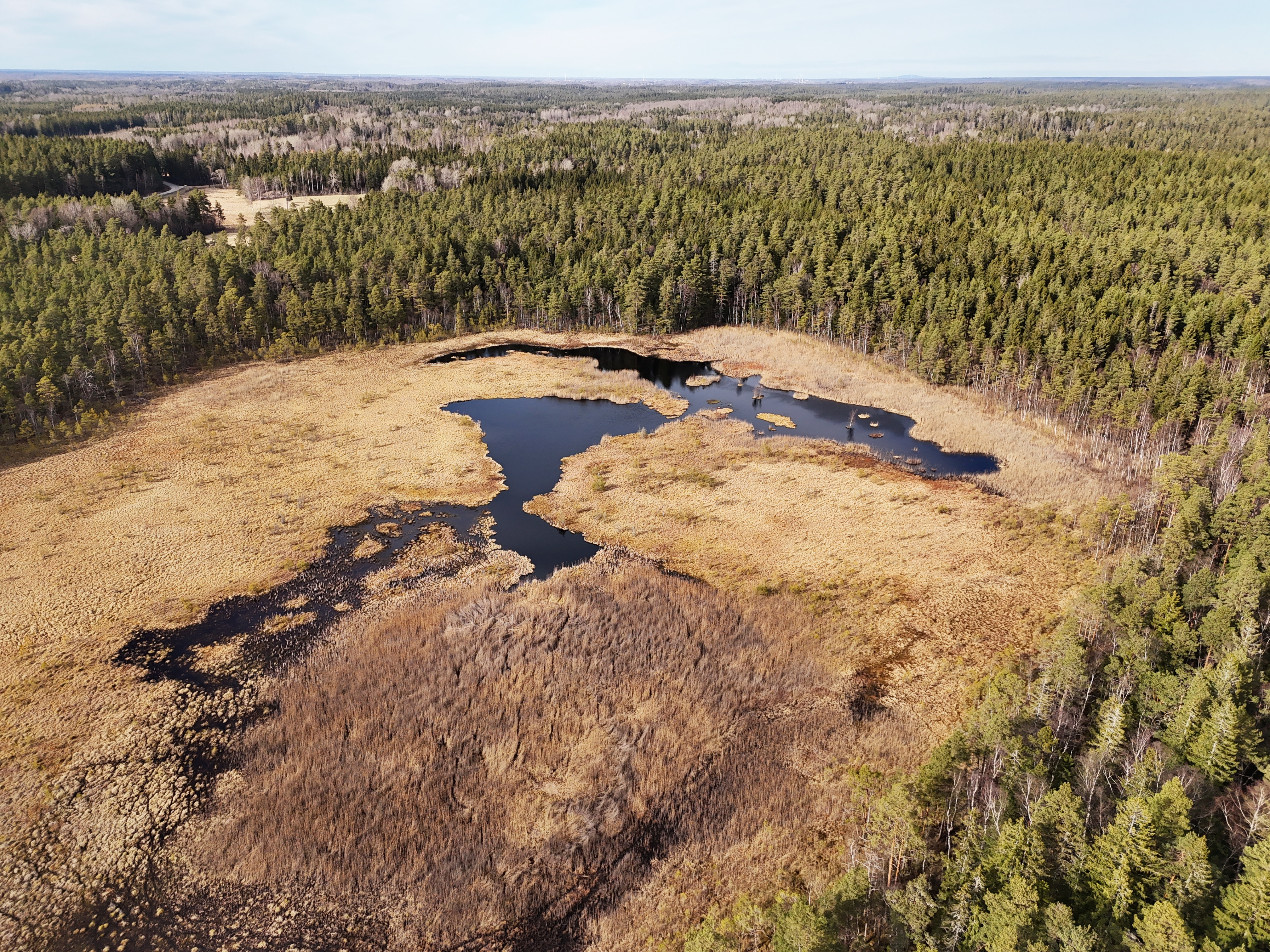
Ekesjön är på väg att växa igen.